# Горно-Краиште
Горно-Краиште (болг. Горно Краище) — село в Благоевградской области Болгарии. Входит в состав общины Белица. Находится примерно в 6 км к югу от центра города Белица и примерно в 42 км к востоку от центра города Благоевград. По данным переписи населения 2011 года, в селе  проживал 1191 человек.

## Население
| Год     | 1975 | 1985 | 1992 | 2001 | 2011 |
| ------- | ---- | ---- | ---- | ---- | ---- |
| Жителей | 500  | 875  | 1022 | 1062 | 1191 |

| Национальность  | Человек | Процент |
| --------------- | ------- | ------- |
| болгары         | 38      | 3,68%   |
| турки           | 975     | 94,48%  |
| цыгане          | 0       | 0%      |
| другие          | 4       | 0,39%   |
| не определились | 15      | 1,45%   |
| Всего ответов   | 1032    |         |

|  |